# كاتدرائية السيدة العذراء (أنتويرب)

كاتدرائية السيدة العذراء هي كنيسة رومانية كاثوليكية تقع في مدينة أنتويرب، بلجيكا.